# イベンダー・ホリフィールド
イベンダー・ホリフィールド（Evander Holyfield、1962年10月19日 - ）は、アメリカ合衆国のプロボクサー。アラバマ州アトモア出身。WBA・WBC・IBF世界クルーザー級統一王者。元WBA・WBC・IBF世界ヘビー級統一王者。世界2階級制覇王者。ロサンゼルスオリンピック銅メダリスト。
6人の女性との間に11人の子供をもうけている。

## 来歴
アラバマ州アトモアに9人兄弟の末っ子として生まれる。その後、家族と共にジョージア州アトランタへ引っ越して犯罪の多発する治安の悪い地区で育った。8歳の時にボクシングを始めて各地の大会に出場した。ホリフィールドは身体的な成長が遅く、高校を卒業した時には、身長は1.73m、体重は67kgしかなかったが、21歳までに、身長1.83m、体重81kgまで成長、その後さらに成長した。

### アマチュア時代
1983年、パンアメリカン競技大会にライトヘビー級で出場して決勝でキューバの選手に敗れるも銀メダルを獲得した。
1984年、ロサンゼルスオリンピックにライトヘビー級で出場する。準決勝でニュージーランドのケビン・バリーと対戦し、左フックでダウンを奪った。バリーが立ち上がると、レフリーが「ブレイクを命じたのに、ホリフィールドが打った」として、失格負けとなり、銅メダルに終わった。

### プロ時代

#### ライトヘビー級
1984年11月15日、22歳でプロへ転向。ライトヘビー級でプロデビュー。

#### クルーザー級
1985年7月20日、クルーザー級へ階級を上げて試合を行う。
1986年7月12日、ドワイト・ムハマド・カウィに判定勝ちし、WBA世界クルーザー級王座を獲得。
1987年5月15日、リッキー・バーキーに3ラウンドKO勝ちし、IBF世界クルーザー級王座を獲得し、2団体王座を統一。
1988年4月9日、カルロス・デ・レオンに8ラウンドTKO勝ちし、WBC世界クルーザー級王座を獲得し、3団体王座を統一。王座を返上し、ヘビー級に転向。

#### ヘビー級
1988年7月16日、ヘビー級に階級を上げて試合を行う。
1989年3月10日、元WBA世界ヘビー級王者のマイケル・ドークスを10ラウンドTKOで破り、WBC米大陸ヘビー級王座を獲得。3度防衛。
1990年1月、ホリフィールドがヘビー級に転向してから長らく期待されていたマイク・タイソンとの対戦が6月18日に行われることで遂に決定するが、タイソンが2月11日にまさかの番狂わせでジェームス・ダグラスに負けてしまう。タイソンとプロモーターのドン・キングは再戦を要求するが、ダグラスはタイソンとの再戦を拒否してホリフィールドと対戦することを選択した。
1990年10月25日、ジェームス・ダグラスと対戦。タイソン戦よりも15ポンド（6.8kg）重い246ポンド（111.6kg）の弛んだ体で現れたダグラスに対し、ホリフィールドは208ポンド（94.3kg）で体重差が約17kgあったが、3ラウンドKOでダグラスを破り、WBA・WBC・IBF統一世界ヘビー級王座を獲得。2階級制覇。この試合でホリフィールドは8,025,000ドル、ダグラスは24,075,000ドルのファイトマネーを稼いだ。
1991年4月19日、ジョージ・フォアマンを判定で破り初防衛に成功。この試合はペイ・パー・ビューを140万件売り上げ、ホリフィールドは2000万ドル、フォアマンは1250万のファイトマネーが保証された。
マイク・タイソンと1991年11月8日に対戦することで契約が完了するが、タイソンが肋骨を負傷して延期になった直後にレイプ事件で刑務所へ長期間収監され中止になる。
1992年11月13日、リディック・ボウに判定負けし、プロで初敗北を喫し王座から陥落した。
1993年11月6日、リディック・ボウに判定勝ちし、WBA・IBF世界ヘビー級タイトルを獲得。この試合で7回にパラシュートで男がリングへ落下してくる有名な事件が起きている。
1994年4月22日、マイケル・モーラーに判定負けし、WBA・IBF王座から陥落した。

##### 現役引退から復帰
心臓病と診断され引退を発表する。このときネバダ州アスレチック委員会の医学委員長はホリフィールドの心臓病は禁止薬物のhGH使用による副作用の可能性があると公表した。
牧師ベニー・ヒンのテレビ宣教活動を見て感化されたホリフィールドは、ヒンと友人関係を築き、ヒンの行う”癒しの集会”で心臓病の治癒の祈りを受けた。また、その集会のために、ヒンへ26万5000ドルの寄付を献金した。
ヒンから医者に診てもらうよう言われたので、再びアスレチック委員会の診断を受けると心臓病が完治していたことで引退を撤回して復帰。
1995年5月20日、復帰戦でレイ・マーサーと対戦し10回判定勝利。
1995年11月4日、リディック・ボウとノンタイトル戦で対戦し、8ラウンドTKO負け。ホリフィールドにとって初めてのKO負けとなった。
1996年11月9日、マイク・タイソンに11ラウンドTKO勝ちし、WBA世界ヘビー級王座を獲得（3度目の返り咲き）。
1997年6月28日、マイク・タイソンとダイレクトリマッチで再戦。タイソンに耳を噛み切られ、3ラウンド反則勝ち。WBA王座を防衛。
1997年11月8日、マイケル・モーラーに9ラウンドTKO勝ちし、IBF世界ヘビー級王座を獲得。WBA王座との王座統一に成功した。
1999年3月13日、WBC王者レノックス・ルイスとの3団体統一戦に臨むが、1-1の引き分けとなった。しかしルイスが勝っていたとする見方が大多数であったため物議を醸し、判定が発表されると観衆から大ブーイングが飛び交い、テレビ実況を務めていたスティーブ・ファルフードは「20年間ボクシングを報じてきたが、これまで見てきた最悪の判定の中でトップ5に入る」と述べ、解説のジョージ・フォアマンも「恥で悲劇」とこの判定を非難した。
1999年11月13日、レノックス・ルイスとのダイレクトリマッチでの再戦で判定負けし、WBA・IBF王座から陥落した。
2000年8月12日、空位のWBA世界ヘビー級王座をジョン・ルイスと争い、判定勝ちで獲得。ボクシング史上4度ヘビー級王者に返り咲いた初めての選手になった。しかしルイスが勝っていたとする見方が大勢を占め物議を醸す判定となったためWBAより即時の再戦が命じられた。
2001年3月3日、ジョン・ルイスとのダイレクトリマッチで判定負けし、WBA王座から陥落した。
2001年12月15日、ジョン・ルイスと3戦連続の対戦。ルイスの持つWBA世界ヘビー級王座に挑戦するが、引き分けとなり王座獲得ならず。
2002年12月14日、クリス・バードと空位のIBF世界ヘビー級王座を争うが、判定負けで王座獲得に失敗。
2003年10月3日、ジェームズ・トニーとノンタイトル12回戦で対戦するも、TKO負け。
2004年11月13日、ラリー・ドナルドとNABCヘビー級王座をかけて対戦するも判定負け。3連敗となった。
2005年8月、ニューヨーク州アスレチックコミッションがスキルの低下を理由としてホリフィールドがニューヨーク州でボクシングを行うことを禁止にした。
2006年8月18日、再起戦を行い、2ラウンドTKO勝ち。
2006年11月10日、フェリス・オケンドと対戦し、1ラウンドにダウンを奪うなどして12ラウンド判定勝ち。空位のUSBAヘビー級王座を獲得。
2007年10月13日、モスクワでスルタン・イブラギモフの持つWBO世界ヘビー級王座へ挑戦するが、0-3の判定負け。この試合は、イブラギモフと対戦予定だったWBA世界ヘビー級王者、ルスラン・チャガエフの体調不良による出場辞退のためにホリフィールドにチャンスが回ってきたものだったが、44歳での世界王座復帰は成らなかった。
2008年5月ニューヨーク州のアスレチック・コミッションから衰えを理由に引退勧告を受けた。
2008年12月20日、スイスのチューリッヒで行われたWBA世界ヘビー級タイトルマッチで、王者のニコライ・ワルーエフに挑戦するも、0-2の判定負け。両者の体重差が45kg近くもあった上に、46歳での世界王座挑戦は「無謀な挑戦」とも囁かれたが、予想に反しての大善戦でホリフィールドが勝っていたとする声が多くの専門家から挙がった。ホリフィールドのファイトマネーは60万ドルでこれまで経験した世界戦で最も安いファイトマネーだった。
2010年4月10日、WBF世界ヘビー級タイトルマッチでフランソワ"ザ・ホワイト・バッファロー"ボタと対戦し、8回TKO勝ちを収め王座を獲得した。
2011年5月7日、デンマークでブライアン・ニールセンに10回TKO勝ち。
2012年10月、公式に引退声明は出さなかったが、ビタリ、ウラジミールのクリチコ兄弟との対戦が不可能になったことと年齢上の問題を理由に引退をほのめかす発言を行った。

### 現役引退
2014年6月、正式に引退を表明、2011年5月のブライアン・ニールセン戦が最後の試合。
2016年7月、2016年リオデジャネイロオリンピックで聖火ランナーを務めた。
2019年10月1日、東京都内で会見し、ホリフィールド自身が発起人となった日本法人「株式会社HOLYFIELD JAPAN（ホリフィールド・ジャパン）」の設立と、翌年3月に、UFCで活躍した選手らを招へいして総合格闘技中心の自主興行を首都圏で開催する計画で、自身もその興行でボクシングのエキシビションで復帰予定であることを発表した。この際に台風15号（令和元年房総半島台風）で大きな被害を受けた千葉県鋸南町を訪れ、ボランティアとしてがれきの撤去作業を手伝った。

### エキシビションで現役復帰
2021年4月11日、ショート動画投稿アプリケーション会社Trillerが同年6月5日に主催する興行のエキシビションマッチで、約10年ぶりに58歳で現役復帰することが発表された。対戦相手として耳噛み事件で因縁のあるマイク・タイソンとの交渉が進められていたがタイソンとTrillerの契約問題もあって交渉が失敗に終わり、タイソンの引退試合となった試合でタイソンにTKO勝ちしたケビン・マクブライドと対戦する予定だったが、5月13日に8月に延期された発表があったものの、試合は一向に実現せず、9月1日、ホリフィールドが試合がいつまでも組まれないのは契約違反だとしてTrillerに対して法的拘束力のある仲裁の申し立てを行った。
2021年9月3日、オスカー・デ・ラ・ホーヤが新型コロナウイルスに感染し、ビクトー・ベウフォートと対戦予定だった試合を欠場することになったため、代役としてホリフィールドが急遽出場することになった。
2021年9月11日、フロリダ州のセミノール・ハードロックホテル&カジノ・ハリウッドで、元UFC世界ライトヘビー級王者ビクトー・ベウフォートとヘビー級契約の1ラウンド2分のエキシビション8回戦で対戦。階級が下のベウフォートに対して、体重で9キロ差、身長では5センチ差と、サイズでホリフィールドが1周り大きく、ボクシングのキャリアも、ベウフォートはボクシング出場がこの試合で2戦目で2006年以来15年ぶりのボクシングの試合と、ホリフィールドが大きく上回ったが、試合前のブックメーカーの掛け率では1.4倍対3倍とホリフィールドの不利予想で、10年ぶりの復帰戦となったブランクと58歳の年齢からくる衰えは大きく、開始1分20秒すぎに左アッパーでダウンすると、立ち上がりはしたものの44歳と1回り以上若いベウフォートのパンチ連打に防戦一方になるとレフェリーが試合を止めTKO負けを喫した。なお、フロリダ州アスレチック・コミッションはこの試合をプロボクシングの公式戦として認可して公式ジャッジの用意もされていたが、直前にホリフィールドの意向でエキシビションに変更された。

## ドーピング
ホリフィールドはステロイドあるいはヒト成長ホルモン(hGH)によるドーピングを行っていたことが確実視されている。
2007年2月28日、ホリフィールドが偽名を使ってヒト成長ホルモン(hGH)などの違法ステロイドを扱うアラバマ州の薬局を利用していた事が発覚する。
公開された文書には“エヴァン・フィールド”の偽名で記載されており、生年月日がホリフィールドと全く同じで住所もほぼ一致し、テストステロンやヒト成長ホルモン(hGH)、サイゼン、注射器など違法ステロイドの購入履歴が残っていた。また、記者がエヴァン・フィールドの連絡先へ電話をかけたところホリフィールド本人が電話口に出て応答した。
しかしホリフィールドは父親の薬を購入していたとして、ヒト成長ホルモン等の使用を否定した。
2007年9月、今度はフロリダ州で違法ステロイドを販売していた薬局が摘発され、ここでもホリフィールドが同薬局を利用していた事が発覚した。

## タイソンとの和解
1997年の耳噛み事件で対立したタイソンとは、2009年に揃ってテレビ出演したときに和解している。タイソンは当時の行為をわびた上で「ホリフィールドは素晴らしい人間」と評した。2013年2月には一緒にプロモーション活動を行い、ホリフィールドは「ふたりのファイターがすべてを許しあい、和解したメッセージを世界の人に送りたい」と発言した。

## 財政難
2008年7月、自身の複数の事業の失敗や浪費および3度の離婚による財政難に加えて、養育費の未払い滞納、造園会社への未払い等で、109部屋、17のバスルームを持つ約5,000平方メートルの自宅が差し押さえられて1,000万ドルで競売に掛けられた。競売に掛けられた自宅はラッパーのリック・ロスが落札した。

## 戦績
- プロボクシング：57戦 44勝 (29KO) 10敗 2分 1無効試合

| 戦           | 日付           | 勝敗 | 時間     | 内容         | 対戦相手                   | 国籍             | 備考                                                                |
| ------------ | -------------- | ---- | -------- | ------------ | -------------------------- | ---------------- | ------------------------------------------------------------------- |
| 1            | 1984年11月15日 | ☆    | 6R       | 判定 3-0     | ライオネル・バイアーム     | アメリカ合衆国   |                                                                     |
| 2            | 1985年1月20日  | ☆    | 6R       | 判定 3-0     | エリック・ウィンブッシュ   | アメリカ合衆国   |                                                                     |
| 3            | 1985年3月13日  | ☆    | 1R 1:56  | TKO          | フレッド・ブラウン         | アメリカ合衆国   |                                                                     |
| 4            | 1985年4月20日  | ☆    | 2R 2:46  | TKO          | マーク・リベラ             | アメリカ合衆国   |                                                                     |
| 5            | 1985年7月20日  | ☆    | 8R       | 判定 3-0     | タイロン・ブーズ           | アメリカ合衆国   |                                                                     |
| 6            | 1985年8月29日  | ☆    | 1R 終了  | TKO          | リック・マイヤーズ         | アメリカ合衆国   |                                                                     |
| 7            | 1985年10月30日 | ☆    | 5R 1:02  | TKO          | ジェフ・ミーヘム           | アメリカ合衆国   |                                                                     |
| 8            | 1985年12月21日 | ☆    | 4R 1:31  | TKO          | アンソニー・デービス       | アメリカ合衆国   |                                                                     |
| 9            | 1986年3月1日   | ☆    | 3R 1:37  | TKO          | チサンダ・ムッティ         | ザンビア         |                                                                     |
| 10           | 1986年4月6日   | ☆    | 3R 3:07  | KO           | ジェシー・シェルビー       | アメリカ合衆国   |                                                                     |
| 11           | 1986年5月28日  | ☆    | 5R 1:12  | KO           | テリー・ミムズ             | アメリカ合衆国   |                                                                     |
| 12           | 1986年7月12日  | ☆    | 15R      | 判定 2-1     | ドワイト・ムハマド・カウィ | アメリカ合衆国   | WBA世界クルーザー級タイトルマッチ                                   |
| 13           | 1986年12月8日  | ☆    | 3R 終了  | TKO          | マイク・ブラザーズ         | アメリカ合衆国   |                                                                     |
| 14           | 1987年2月14日  | ☆    | 7R 1:43  | TKO          | ヘンリー・ティルマン       | アメリカ合衆国   | WBA防衛1                                                            |
| 15           | 1987年5月15日  | ☆    | 3R 2:44  | TKO          | リッキー・パーキー         | アメリカ合衆国   | WBA・IBF世界クルーザー級王座統一戦 WBA防衛2・IBF獲得                |
| 16           | 1987年8月15日  | ☆    | 11R 1:24 | TKO          | オッシー・オカシオ         | プエルトリコ     | WBA防衛3・IBF防衛1                                                  |
| 17           | 1987年12月5日  | ☆    | 4R 2:30  | KO           | ドワイト・ムハマド・カウィ | アメリカ合衆国   | WBA防衛4・IBF防衛2                                                  |
| 18           | 1988年4月9日   | ☆    | 8R 1:08  | TKO          | カルロス・デ・レオン       | プエルトリコ     | WBA・WBC・IBF世界クルーザー級王座統一戦 WBA防衛5・WBC獲得・IBF防衛3 |
| 19           | 1988年7月16日  | ☆    | 5R 終了  | TKO          | ジェームス・ティリス       | アメリカ合衆国   |                                                                     |
| 20           | 1988年12月9日  | ☆    | 7R 終了  | TKO          | ピンクロン・トーマス       | アメリカ合衆国   |                                                                     |
| 21           | 1989年3月11日  | ☆    | 10R 1:41 | TKO          | マイケル・ドークス         | アメリカ合衆国   | WBC米大陸ヘビー級タイトルマッチ                                     |
| 22           | 1989年7月15日  | ☆    | 2R 1:29  | KO           | アジウソン・ロドリゲス     | ブラジル         | WBC米大陸防衛1                                                      |
| 23           | 1989年11月4日  | ☆    | 8R 2:51  | TKO          | アレックス・スチュワート   | イギリス         | WBC米大陸防衛2                                                      |
| 24           | 1990年6月1日   | ☆    | 4R 0:44  | TKO          | シェイマス・マクドナー     | イギリス         | WBC米大陸防衛3                                                      |
| 25           | 1990年10月25日 | ☆    | 3R 1:10  | KO           | ジェームス・ダグラス       | アメリカ合衆国   | WBA・WBC・IBF世界ヘビー級タイトルマッチ                             |
| 26           | 1991年4月19日  | ☆    | 12R      | 判定 3-0     | ジョージ・フォアマン       | アメリカ合衆国   | WBA防衛1・WBC防衛1・IBF防衛1                                        |
| 27           | 1991年11月23日 | ☆    | 7R 2:58  | TKO          | バード・クーパー           | アメリカ合衆国   | WBA防衛2・IBF防衛2                                                  |
| 28           | 1992年6月19日  | ☆    | 12R      | 判定 3-0     | ラリー・ホームズ           | アメリカ合衆国   | WBA防衛3・WBC防衛2・IBF防衛3                                        |
| 29           | 1992年11月13日 | ★    | 12R      | 判定 0-3     | リディック・ボウ           | アメリカ合衆国   | WBA・WBC・IBF陥落                                                   |
| 30           | 1993年6月26日  | ☆    | 12R      | 判定 3-0     | アレックス・スチュワート   | イギリス         |                                                                     |
| 31           | 1993年11月6日  | ☆    | 12R      | 判定 2-0     | リディック・ボウ           | アメリカ合衆国   | WBA・IBF世界ヘビー級タイトルマッチ                                  |
| 32           | 1994年4月22日  | ★    | 12R      | 判定 0-2     | マイケル・モーラー         | アメリカ合衆国   | WBA・IBF陥落                                                        |
| 33           | 1995年5月20日  | ☆    | 10R      | 判定 3-0     | レイ・マーサー             | アメリカ合衆国   |                                                                     |
| 34           | 1995年11月4日  | ★    | 8R 0:58  | TKO          | リディック・ボウ           | アメリカ合衆国   |                                                                     |
| 35           | 1996年5月10日  | ☆    | 5R 終了  | TKO          | ボビー・チェズ             | アメリカ合衆国   |                                                                     |
| 36           | 1996年11月9日  | ☆    | 11R 0:37 | TKO          | マイク・タイソン           | アメリカ合衆国   | WBA世界ヘビー級タイトルマッチ                                       |
| 37           | 1997年6月28日  | ☆    | 3R 終了  | 反則         | マイク・タイソン           | アメリカ合衆国   | WBA防衛1                                                            |
| 38           | 1997年11月8日  | ☆    | 8R 終了  | TKO          | マイケル・モーラー         | アメリカ合衆国   | WBA・IBF世界ヘビー級王座統一戦 WBA防衛2・IBF獲得                    |
| 39           | 1998年9月19日  | ☆    | 12R      | 判定 3-0     | ヴォーン・ビーン           | アメリカ合衆国   | WBA防衛3・IBF防衛1                                                  |
| 40           | 1999年3月13日  | △    | 12R      | 判定 1-1     | レノックス・ルイス         | イギリス         | WBA・WBC・IBF世界ヘビー級王座統一戦 WBA防衛4・IBF防衛2              |
| 41           | 1999年11月13日 | ★    | 12R      | 判定 0-3     | レノックス・ルイス         | イギリス         | WBA・WBC・IBF世界ヘビー級王座統一戦 WBA・IBF陥落                    |
| 42           | 2000年8月12日  | ☆    | 12R      | 判定 3-0     | ジョン・ルイス             | アメリカ合衆国   | WBA世界ヘビー級王座決定戦                                           |
| 43           | 2001年3月3日   | ★    | 12R      | 判定 0-3     | ジョン・ルイス             | アメリカ合衆国   | WBA陥落                                                             |
| 44           | 2001年12月15日 | △    | 12R      | 判定 1-1     | ジョン・ルイス             | アメリカ合衆国   | WBA世界ヘビー級タイトルマッチ                                       |
| 45           | 2002年6月1日   | ☆    | 8R 終了  | 負傷判定 2-1 | ハシーム・ラクマン         | アメリカ合衆国   | WBA世界ヘビー級挑戦者決定戦                                         |
| 46           | 2002年12月14日 | ★    | 12R      | 判定 0-3     | クリス・バード             | アメリカ合衆国   | IBF世界ヘビー級王座決定戦                                           |
| 47           | 2003年10月4日  | ★    | 9R 1:42  | TKO          | ジェームズ・トニー         | アメリカ合衆国   |                                                                     |
| 48           | 2004年11月13日 | ★    | 12R      | 判定 0-3     | ラリー・ドナルド           | アメリカ合衆国   | NABC北米ヘビー級王座決定戦                                          |
| 49           | 2006年8月18日  | ☆    | 2R 2:56  | TKO          | ジェレミー・ベイツ         | アメリカ合衆国   |                                                                     |
| 50           | 2006年11月10日 | ☆    | 12R      | 判定 3-0     | フェリス・オケンド         | プエルトリコ     | USBA全米ヘビー級王座決定戦                                          |
| 51           | 2007年3月17日  | ☆    | 3R 2:48  | TKO          | ヴィニー・マダローン       | アメリカ合衆国   |                                                                     |
| 52           | 2007年6月30日  | ☆    | 10R      | 判定 3-0     | ルー・サバリーゼ           | アメリカ合衆国   |                                                                     |
| 53           | 2007年10月13日 | ★    | 12R      | 判定 0-3     | スルタン・イブラギモフ     | ロシア           | WBO世界ヘビー級タイトルマッチ                                       |
| 54           | 2008年12月20日 | ★    | 12R      | 判定 0-2     | ニコライ・ワルーエフ       | ロシア           | WBA世界ヘビー級タイトルマッチ                                       |
| 55           | 2010年4月10日  | ☆    | 8R 0:55  | TKO          | フランソワ・ボタ           | 南アフリカ共和国 | WBF世界ヘビー級王座決定戦                                           |
| 56           | 2011年1月22日  | -    | 3R 終了  | NC           | シャーマン・ウィリアムズ   | バハマ           | WBF防衛1                                                            |
| 57           | 2011年5月7日   | ☆    | 10R 2:49 | TKO          | ブライアン・ニールセン     | デンマーク       |                                                                     |
| テンプレート |                |      |          |              |                            |                  |                                                                     |

## 獲得タイトル
プロ
- USBA全米ヘビー級王座（防衛0）
- WBC米大陸ヘビー級王座（防衛3）
- WBA世界クルーザー級王座（防衛5）
- IBF世界クルーザー級王座（防衛3）
- WBC世界クルーザー級王座（防衛0）
- WBA世界ヘビー級王座（1期目: 防衛3、2期目: 防衛0、3期目: 防衛4、4期目: 防衛0）
- WBC世界ヘビー級王座（1期目: 防衛2）
- IBF世界ヘビー級王座（1期目: 防衛3、2期目: 防衛0、3期目: 防衛2）
- WBF世界ヘビー級王座（防衛1）

## ペイ・パー・ビュー売上げ
| 日付           | イベント                                            | 売上げ  |
| -------------- | --------------------------------------------------- | ------- |
| 1990年10月25日 | イベンダー・ホリフィールド vs. ジェームス・ダグラス | 100万件 |
| 1991年4月19日  | イベンダー・ホリフィールド vs. ジョージ・フォアマン | 140万件 |
| 1992年6月19日  | イベンダー・ホリフィールド vs. ラリー・ホームズ     | 73万件  |
| 1992年11月13日 | イベンダー・ホリフィールド vs. リディック・ボウ 1   | 90万件  |
| 1993年11月6日  | イベンダー・ホリフィールド vs. リディック・ボウ 2   | 95万件  |
| 1995年11月4日  | イベンダー・ホリフィールド vs. リディック・ボウ 3   | 65万件  |
| 1996年11月9日  | イベンダー・ホリフィールド vs. マイク・タイソン 1   | 159万件 |
| 1997年6月28日  | イベンダー・ホリフィールド vs. マイク・タイソン 2   | 199万件 |
| 1997年11月8日  | イベンダー・ホリフィールド vs. マイケル・モーラー 2 | 55万件  |
| 1999年3月13日  | イベンダー・ホリフィールド vs. レノックス・ルイス 1 | 120万件 |
| 1999年11月13日 | イベンダー・ホリフィールド vs. レノックス・ルイス 2 | 85万件  |
| 2001年3月3日   | イベンダー・ホリフィールド vs. ジョン・ルイス 2     | 18万件  |
| 2003年10月4日  | イベンダー・ホリフィールド vs. ジェームズ・トニー   | 15万件  |

### エキシビション
| 日付          | イベント                                              | 売上げ |
| ------------- | ----------------------------------------------------- | ------ |
| 2021年9月11日 | イベンダー・ホリフィールド vs. ビクトー・ベウフォート | 15万件 |

## 出演
- リベンジ・マッチ（2013年）